# Biancone
Die Weißweinsorte Biancone ist eine autochthone Sorte auf der Insel Korsika in Frankreich. Dort wird sie hauptsächlich in der Gegend um Bastia im Norden der Insel angebaut. Auf Korsika wurden im Jahr 1999 noch 18 Hektar bestockter Rebfläche erhoben, obwohl die Sorte nicht für den Ausbau von Qualitätsweinen zugelassen ist.
Die sehr spätreifende Sorte ist sehr ertragsstark und ergibt einfache Weißweine mit hoher Säure. Der Wein wird im Verschnitt mit anderen Rebsorten mit mangelnder Säure eingesetzt.
Achtung: Biancone ist auch das Synonym der Rebsorten Biancame, Biancone di Portoferraio, Fermana Bianca und Paga Debiti. Die Sorte Biancone ist aber nicht identisch mit diesen Sorten.
Siehe auch die Artikel Weinbau auf Korsika, Weinbau in Frankreich und Weinbau in Italien sowie die Liste von Rebsorten.

## Synonyme
Die Rebsorte Biancone ist auch unter den Namen Albarola, Bianchetta, Calcatella und Verdazzo bekannt.

## Ampelographische Sortenmerkmale
In der Ampelographie wird der Habitus folgendermaßen beschrieben:
- Die Triebspitze ist offen. Sie ist weißwollig behaart, weißgelblich gefärbt mit leicht rötlich-bronzefarbenem Anflug. Die gelblichen Jungblätter sind ebenfalls weißwollig behaart und schon stark gebuchtet.
- Die mittelgroßen Blätter sind fünflappig und deutlich gebuchtet (siehe auch den Artikel Blattform). Die Stielbucht ist lyren-förmig offen. Das Blatt ist spitz gesägt. Die Zähne sind im Vergleich der Rebsorten sehr eng gesetzt.
- Die walzenförmige Traube ist sehr groß und geschultert. Die rundlichen bis leicht ovalen Beeren sind mittelgroß und von nahezu weißlicher Farbe.

Biancone reift ca. 40 Tage nach dem Gutedel und gilt damit als sehr spät reifend. Sie ist eine Varietät der Edlen Weinrebe (Vitis vinifera). Sie besitzt zwittrige Blüten und ist somit selbstfruchtend. Beim Weinbau wird der ökonomische Nachteil vermieden, keinen Ertrag liefernde, männliche Pflanzen anbauen zu müssen.